# Han Solo
Han Solo je izmišljeni lik iz serijala Ratovi zvijezda, i kao krijumčar skupa s Wookieem pod imenom Chewbacca prelazi na stranu Saveza pobunjenika u filmu Ratovi zvijezda IV: Nova nada (1977.). Ulogu Hana Soloa imao je američki glumac Harrison Ford.
Han Solo je suprug Leie Organe i otac Ben Soloa/Kylo Rena.
Joseph Campell opisuje lik Han Soloa kao “On misli da je egoist, ali on stvarno nije... uvijek ga nešto drugo gura.“

## Pregled lika

### Nova nada (1977.)
Han Solo je krijumčar i pilot koji zajedno sa svojim prijateljem Chewbaccom dobiva ponudu od Obi-Wan Kenobija da njega- a s njime i Luke Skywalkera, te droide R2-D2 i C-3PO- dovede s Tatooine na Alderaan. Pošto Han duguje veliki iznos novaca kriminalcu Jabba the Hutt ubrzo pristaje na ponudu te zajedno polaze s njegovim brodom Millennium Falcon.
Nakon što pomoću svjetlosne brzine uspiju pobjeći imperijskoj vojsci dolaze do mjesta gdje se nalazi planet Alderaan no planeta više nema. Uhvaćeni s Falconom unutar Smrtosne zvijezde Han i Luke se uspjevaju preodjenuti u odore stormtroopera te tako neprimjećeni saznati lokaciju zarobljene princeze Leie Organe, koja kao što ga je Luke uvjerio će sigurno na veliko nagraditi onoga tko joj pomogne pobjeći. Dok Han, Luke i Leia bježe se Obi-Wan žrtvuje u dvoboju s Darth Vaderom.
Nakon što je sigurno doveo Lukea, Leiu, C-3PO i R2-D2 do baze Pobunjenika dobiva velikodušnu plaću te se s Chewbaccom ponovno sprema otići, ne želeći se petljati u borbu. Luke ga moli da ostane no Han odlazi. Kasnije za vrijeme napada Pobunjenika na Smrtosnu zvijezdu se Han ipak vraća i pomoću Falcona pomogne da Luke ima priliku pogoditi slabu točku mega oružja. Za svoju hrabrost kasnije zajedno s Lukeom i Chewbaccom dobiva medalju od Leije.

### Imperiji uzvraća udarac (1980.)
Tri godine nakon uništenja Smrtosne zvijezde Han pomaže Pobunjenicima na ledenom planetu Hoth. Nako što izvijesti Leiju da će uskoro morati otići da otplati dug kod Jabbe odlazi potražiti Lukea koji se nije vratio sa svojeg izvida. Pronalazi ga ranjenog u hladoj noći i rasparajući stvorenje tauntaun da im pruža toplinu kroz noć s njime čeka dok ih ujutro ne spase.
Nakon što saznaju da je Imperij otkrijo njihovu lokaciju sljedi evakuacija baze te Han, Chewbacca, Leia i C-3PO bježe u svemir. Dok se skrivaju u velikom asteroidu Han i Leia se zbližuju i djele poljubac. Shvativši da u asteroidu boravi čudovišni crv zajedno s Falconom bježe na Bespin gdje se Han nada da će im pomoć njegov stari prijatelj Lando Calrissian. Bez da znaju ih prati lovac na glave Boba Fett.
U poćetku prijateljski primljeni ih Lando ubrzo predaje Vaderu, koji time želi primamiti Lukea te nakon isprobavanja uređaja za zaleđivanje s Hanom ga Boba Fett dobiva za poklon Jabbi.

### Povratak Jedija (1983.)
Godinu dana kasnije se Han nalazi zaleđen u karbonitu kao dekoracija u palači Jabbe na Tatooineu. Nakon što Lukeov pokušaj pregovaranja i Leijin pokušaj ga odmrzne vode do toga da ih Jabba osuđuje na smrt zajedno s Landom uspjevaju pobjeći te Leija ubija Jabbu.
Ponovno u bazi Pobunjenika saznaju da je Imperiji izgradio novu Smrtosnu zvijezdu u blizini šumskog mjeseca Endor. Zajedno s Chewbaccom, Lukeom i Leiom vodi grupu Pobunjenika da isključe zaštitni štit s centrale na Endoru. Nakon što se sprijatelje sa stvorenjima Ewok uz njihovu pomoć uspijevaju poraziti vojsku imperija na Endoru dok Lando s ostalima napada i uništava novo mega oružje. Zajedno s Leijom i ostalima kasnije slavi pobjedu.      

### Sila se budi (2015.)
Zajedno s Chewbaccom se Han ponovno vratio radu kao krijumčar. Nakon što naiđu na mladu Rey koja s Finnom bježi od Prvog reda pomoću Millennium Falcona- kojeg je Han izgubio prije početka filma- odvode ih do Maz Kante od koje se nadaju da im može pomoći pronaći nestalog Lukea Skywalkera. Zadivljen sposobnostima za pilotiranje mlade Rey joj nudi posao kao pilot, no ona, iako dirnuta ponudom, odbija. Odjednom ih napada Prvi red i Han svijedoči kako Kylo Ren otima Rey. Tada se pojavljuje Pokret otpora nadvođen Leiom Organom i Han se nakon dugog vremena ponovno susreće sa svojom suprugom od koje je bio odvojen od kad im je sin Ben prešao na tamnu stranu i postao Kylo Ren. Dok Leia daje sama sebi krivicu što je Ben prešao na tamnu stranu ju Han uvjerava da je Snoke za sve kriv, a ona ga moli da pokuša vratiti njihovog sina.
Uputivši se s Chebaccom i Finnom da unesposobe mega- oružje Prvog reda i spase Rey, Han se odluči suočiti sa svojim sinom. Prozove Bena rođenim imenom i moli ga da se vrati kući na što ovaj odgovara da treba pomoć da učini što treba. Han se odlučno približi sinu no ovaj ga tada probada svjetlosnim mačem. Još jednom Han miluje svojega sina po licu nakon čega pada mrtav u ponor.

### Posljednji Jedi (2017.)
Film nakratko odaje počast Hanu. Prva scena uključuje bombu korištenu za napad na Prvi red na kojoj je napisano "Han kaže bok" na stranom jeziku. Kasnije u filmu, Luke pita gdje je Han nakon ponovnog okupljanja s Chewiejem i saznaje za Hanovu smrt. Tijekom vrhunca, Luke predaje zlatnu kocku Hana u ruke Leie da ju ohrabri (iako se ispostavilo da je ovo dio ukazanja).

### Uspon Skywalkera (2019.)
Nakon gotovo kobnog dvoboja s Rey i Leiine smrti, Ren- stoječi osamljen na olupinama usred olujnog mora- doživljava viziju svog oca, koji svom sinu govori da je Kylo Ren mrtav, ali Ben Solo živ. Han potiče svog sina da učini pravu stvar i vrati se na svijetlu stranu. U aluziji na njihovu posljednju interakciju, Ren priznaje da zna što mora učiniti, ali nije siguran ima li snage, dok Han ohrabruje sina i dodiruje mu lice. Izvlačeći svoj svjetlosni mač, Ren se okreće i baca ga, ponovno postajući Ben Solo. Kada se okrene, Han je nestao. Na kraju, Chewbacca dobiva Hanovu medalju s kraja originalnog filma.

## Koncepcija lika
U najranijoj verziji početnog nacrta za Ratove zvijezda, Solo je bio Ureallianac sa zelenom kožom, bez nosa i ogromnih škrga, te je također bio član Jedi Bendua i poznavao je generala Skywalkera. Sljedeći je nacrt Soloa vidio kao bradatog, blistavog gusara, no Lucas se odlučio učiniti od njega čovjeka kako bi bolje razvio odnos između tri središnja lika (Lukea, Leie i Hana) i Chewbacce umjesto da se koristi kao pomoćnik vanzemaljaca. U vrijeme trećeg nacrta, Solo se razvio u "žilavog pilota u stilu Jamesa Deana" koji će se pojaviti u gotovom filmu. Lucas je također koristio Humphreyja Bogarta kao referentnu točku u svojim bilješkama o razvoju. Mitolog Joseph Campbell rekao je o Hanu: "On misli da je egoist, ali zapravo nije. ... nešto drugo [ga gura]." Godine 1997., kreator franšize George Lucas opisao ga je kao "ciničnog usamljenika koji shvaća važnost biti dijelom grupe i pomaganja za opće dobro".
Harrison Ford nije odmah dobio ulogu Hana Sola, budući da ga je George Lucas već koristio u filmu Američki grafiti i želio je nekog novog za tu ulogu. Angažirao je Forda da uvježbava replike s drugim glumcima i bio je toliko impresioniran glumčevom izvedbom da mu je na kraju dao ulogu. Ostali glumci koji su razmatrani za ulogu bili su Al Pacino, Robert De Niro, James Caan, Christopher Walken, Jack Nicholson, Sylvester Stallone, Kurt Russell, Bill Murray, Steve Martin, Robert Englund, Nick Nolte, Burt Reynolds, Chevy Chase i Perry King (koji je kasnije glumio Hana Sola u radijskim predstavama).
Solo se pojavio u ranim nacrtima Zvijezdani ratovi: Epizoda III – Osveta Sitha. Otkrilo bi se da ga je odgojio Chewbacca na Kashyyyku, te bi pomogao Yodi da locira generala Grievousa. Napravljena je neka konceptualna umjetnost 10-godišnjeg Han Sola, ali Lucas je odlučio izostaviti pojavljivanje lika iz filma prije nego što je bilo koji glumac izabran ili razmatran za ulogu.
Ford, vjerujući da bi njegov lik trebao umrijeti, nije bio voljan potpisati nastavke Ratova zvijezda. Smrt Hana Sola u Sila se budi dogodila se kada je pisac/redatelj J. J. Abrams osjetio da se lik ne razvija niti pridonosi razvoju priče; vjerovao je da će mu Kylo Renovo ubijanje vlastitog oca dati priliku da se razvije u dostojnog nasljednika Dartha Vadera. Na Solovu pojavu u filmu utjecao je Rooster Cogburn (Jeff Bridges) u True Grit (2010.) tijekom ranog razvoja koncepta.

## Kulturološki utjecaj i kritička reakcija
Han Solo je bezobzirni krijumčar sarkastične duhovitosti; on je "vrlo praktičan tip" i smatra se "materijalistom"; ali avanture u prvom filmu Ratovi zvijezda izazivaju njegovo suosjećanje, osobinu "on nije znao da posjeduje".
Američki filmski institut uvrstio je Soloa kao 14. najvećeg filmskog heroja. Magazin Empire ga je također proglasio četvrtim najvećim filmskim likom svih vremena. Entertainment Weekly rangirao je lika na 7. mjesto na svojoj listi "Najboljih heroja svih vremena u pop kulturi". Na svom popisu "100 najvećih izmišljenih likova", Fandomania.com je Soloa svrstao na 15. mjesto. IGN je naveo Hana Sola kao drugog najvećeg lika iz Ratova zvijezda svih vremena (iza Dartha Vadera), kao i kao jednog od 10 najboljih likova kojima je najpotrebniji spin-off, rekavši da je "vjerojatno najbolji lik u svemiru Ratova zvijezda".
Producent Princa od Perzije Ben Mattes objasnio je da je njihova "inspiracija bilo sve što je Harrison Ford ikada napravio: Indiana Jones, Han Solo". Antiheroja japanske mange i animea Space Adventure Cobra recenzenti su uspoređivali sa Solo. Pripremajući se za glumu Jamesa T. Kirka, Chris Pine je crpio inspiraciju iz Fordovih prikaza Hana Sola i Indiane Jonesa, ističući njihov humor i osobine "slučajnog heroja".
Ford je osvojio nagradu Saturn 2016. za najboljeg glumca za svoju ulogu u Sila se budi.

## Vanjske poveznice
- Han Solo u StarWars.com datoteci
- Han Solo na Wookieepedia, a Star Wars wiki
- Han Solo na IMDb